# أتركه يركب (فلم)
ليت ايت رايد هو فيلم كوميدي أمريكي عام صدر 1989. من إخراج جو بيتكا (في أول فيلم روائي طويل وغير وثائقي) من سيناريو لنانسي دود (يُنسب إليه باسم إرنست مورتون) استنادًا إلى رواية عام 1979 المشاعر الطيبة التي كتبها جاي كرونلي. ومن النجوم ريتشارد دريفوس وديفيد جوهانسن وتيري جار وألين غارفيلد. تدور القصة حول مقامر دائم غالباً ما يخسر يمر بيوم يربح فيه كل رهان يضعه، ويركز على التناقضات الشخصية والتفاؤل الدائم للخاسرين.
تم تصوير فيلم ليت ايت رايد بشكل أساسي في حلبة سباق هياليه بارك، والتي تم إغلاقها في عام 2001 وأعيد فتحها في 28 نوفمبر 2009. صدر الفيلم في الولايات المتحدة في 18 أغسطس 1989، بواسطة شركة باراماونت بيكتشرز.

## القصة
يعمل جاي تروتر وصديقه المقرب لوني كسائقي سيارات الأجرة. عادةً ما يقوم لوني بتسجيل المحادثات الخاصة لركابه بميكروفون مخفي. لدى لوني شريط جديد لرجلين يتحدثان عن سباق خيل قادم وكيف أن أحد خيول السباق، بسبب الممارسة غير الأخلاقية من قبل مالكها ومدربها، («كانا يمسكان الحصان من الخلف») أمر مؤكد للفوز الكبير. يذهب تروتر ولوني إلى المضمار ليضعوا رهانًا رابحًا بقيمة 50 دولارًا على الحصان، على الرغم من حقيقة أن تروتر أخبر زوجته بام في اليوم السابق أنه سيتوقف عن القيام بأي مراهنات إلى الأبد ويبقى في المنزل «لبدء زواجهما من جديد». في حمام الحانة المجاورة لمضمار السباق، صلى إلى الله قائلاً، «يوم واحد فقط كبير، هذا كل ما أطلبه، في يوم من الأيام، حان الوقت.» رجل يخرج من الحمامات يسمعه ويقول: «نعم؟ هكذا هو يسوع. دع الأمر.» يضع تروتر على الفور رهانًا بقيمة 50 دولارًا على الحصان الذي نصح به. يرفض لوني المراهنة علىه، وبدلاً من ذلك يراهن على حصان يُدعى «جون باغ» - وهو نفس اسم قطة كان لوني يمتلكها من قبل. يفوز حصان تروتر بالسباق في صورة نهائية ويدفع نسبة 28.40 دولارًا للفوز مما يجعل تروتر يفوز ب710 دولارات).
يقوم تروتر بصرف المبلغ الذي ربحة ويشعر بثقة كبيرة بعد هذا الفوز، يقترب تروتر من الرجلين الذين كانا راكبي لوني ويمنحهما بسخاء شريط محادثتهما بسيارة الأجرة. بدافع الامتنان، أعطوا تروتر نصيحة جيدة للسباق التالي. يضع رهانًا كبيرًا ويفوز مرة أخرى.
مستشعرًا أن هذا قد يكون «يومه المحظوظ»، يعتزم تروتر أن «يدع الامور تحصل» (و يستغل كل مكاسبه على الحلبة في كل سباق). قبل السباق التالي مباشرة، قبل أن يتمكن من المراهنة مرة أخرى على حصان اقترحه شخص آخر، يتم القبض على تروتر فجأة في قضية خطأ في تحديد الهوية. عندما يخرج من السجن، اكتشف أن الحصان الذي كان سيراهن عليه قد خسر. الآن، يعتقد أن هذا هو حقًا «يومه المحظوظ». بدأت سلسلة المراهنات المحظوظة لتروتر مرة أخرى بعد أن خرج من السجن. نظرًا لأنه يكسب المزيد من المال ويستخدم عضوية أصدقائه الجدد في النادي في غرفة الطعام الخاصة بالنادي في المضمار، فإنه يلتقي بمقامرين أثرياء آخرين مثل السيدة ديفيس وفيكي. سرعان ما يصبح تروتر بطلاً لكل من بائع التذاكر، الذي يستخدم نافذته دائمًا للمراهنة، والأشخاص الذين يذهبون إلى الحانة في المضمار. كما أنه يستأجر حارسًا ليراقبه على المسار.
لم يعر تروتر اهتمامًا كبيرًا لزوجته بام، التي تعرف أنه لا بدّ يكون في مضمار السباق. تواجهه في نادي المسار وتغضب بشدة. يحاول تروتر أن يجعلها تشعر بتحسن بإخبارها عن تسلسل حظه الجيد. لا يستطيع تروتر تحديد الحصان الذي سيراهن عليه في السباق التالي، لذلك يسأل الأشخاص الآخرين في المضمار عن اقتراحاتهم. ثم يقصيهم جميعًا ما عدا واحدًا ويراهن على فليت دريمز، الذي يفوز. يقرر تروتر أن ينهي اليوم ويعود إلى المنزل إلى بام. في الطريق، اشترى بام قلادة من الماس. كانت بام في حالة سكر وفقدت الوعي عند عودته إلى المنزل.
يعود إلى المضمار لمساعدة رعاة بار مارتي عبر الشارع، ولكن عندما يقترح عليهم مشاركة حظه من خلال المراهنة بأموالهم معًا، فإنهم جميعًا يرفضون الفكرة. مرتبكًا، يذهب تروتر في نزهة حول المضمار. تعرض فيكي فجأة أن تطارحه الفراش. تروتر يكسر الجدار الرابع بالقول للجمهور، «هل أحظى بيوم جيد أم ماذا؟» ولكن في النهاية يرفض عرض فيكي ويعترف لها بحب زوجته.
يخبر لوني تروتر ألا يراهن على Hot to Trot ، لذلك يقوم تروتر برهانه الأخير بمبلغ 68000 دولار، وهو المبلغ الإجمالي الذي ربحه في اليوم. بمجرد بدء السباق، يبدأ لوني وتروتر في الجدل حول كل شيء، وتقرر جميع الشخصيات الرئيسية ما سيفعلونه. تقول فيكي إنها ستتوقف عن الخروج مع الأثرياء وتفكر في فقير. السباق ينزل إلى السلك. بينما ينتظر الجميع النتيجة، تأتي بام لتشكر جاي على هديته الجميلة وتخبره ألا يقلق بشأن المال. في تلك اللحظة، يقول المذيع أن Hot to Trot هو الفائز. يبدأ الجميع في مضمار السباق في الهتاف، ويسأل بام، «لماذا يهتفون جميعًا؟» يقول جاي، «لأنه يوم عظيم بالنسبة لي.»

## الممثلون
- ريتشارد دريفوس في دور جاي تروتر
- ديفيد جوهانسن في دور لوني
- تيري جار مثل بام تروتر
- جينيفر تيلي بدور فيكي
- ألين جارفيلد في دور جرينبيرج
- روبي كولتراين كبائع تذاكر
- ميشيل فيليبس في دور السيدة. ديفيس
- سينثيا نيكسون في دور إيفانجلين
- رالف سيمور في دور سيد
- ريتشارد إدسون في دور جوني كازينو
- تريفور دينمان في دور مذيع مضمار السباق
- إدوارد والش في دور مارتي (مثل إد والش)

## استقبال
حصل فيلم ليت ايت رايد على تصنيف 27٪ على Rotten Tomatoes بناءً على 11 تقييمًا.

## روابط خارجية
- Let It Ride  في قاعدة بيانات الأفلام على الإنترنت (بالإنجليزية)
- Let It Ride في موقع بوكس أوفيس موجو.
- Let It Ride في روتن توميتوز.